# Washington and Lee University

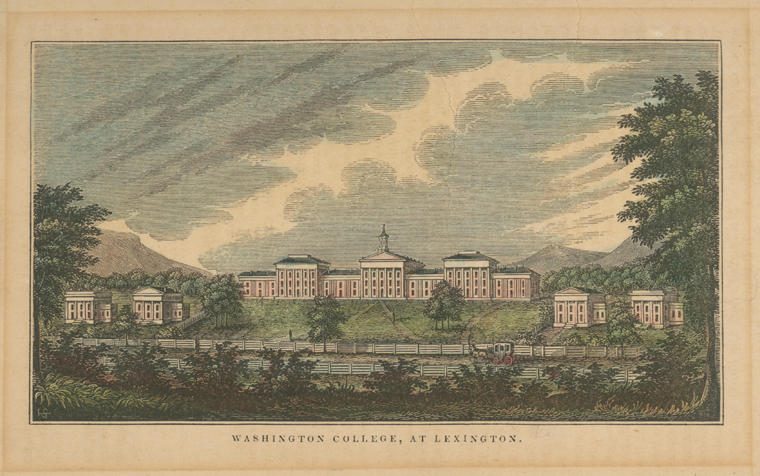
Washington College um 1845

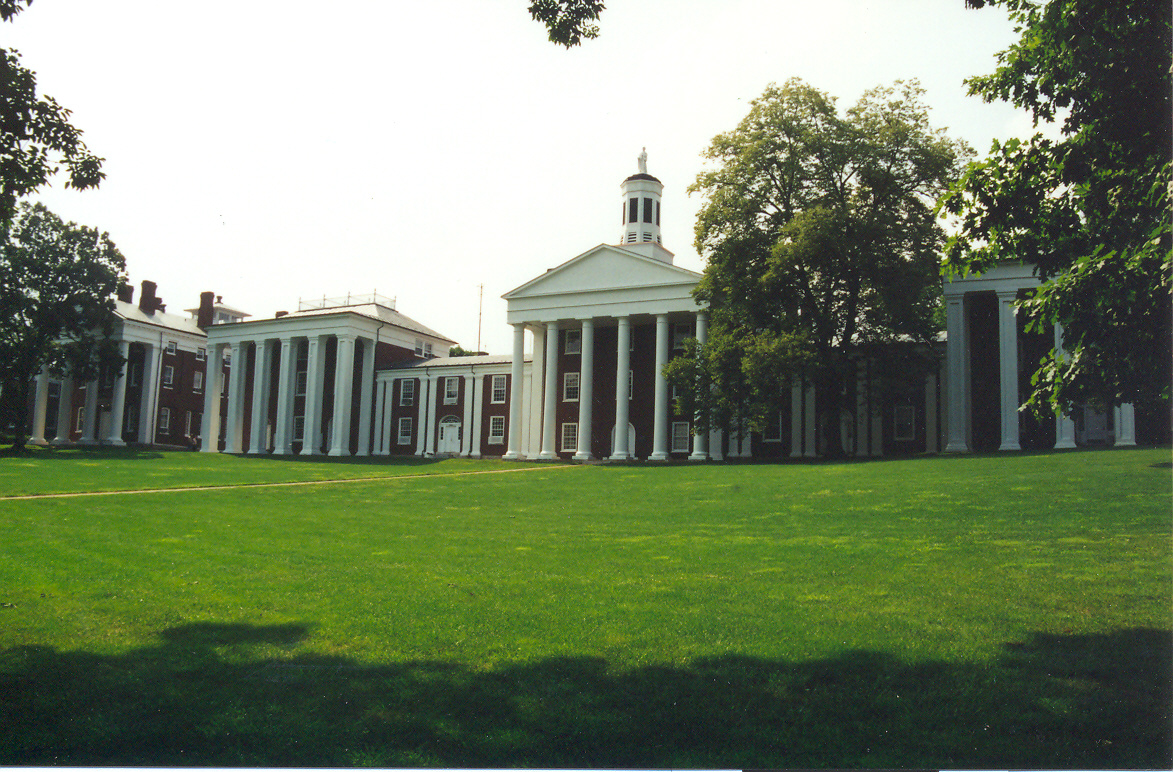
Campus der Washington and Lee University

Die Washington and Lee University ist eine private Universität in Lexington, Virginia, Vereinigte Staaten. Die Hochschule wurde 1749 gegründet und ist seit 1870 nach George Washington und dem General Robert Edward Lee benannt.

## Geschichte
1749 wurde die Universität von irischen und schottischen Siedlern als Augusta Akademie 30 km nördlich des heutigen Lexington gegründet. Im Jahre 1776 wurde sie im aufkommenden Patriotismus während der amerikanischen Revolution in Liberty Hall umbenannt. Vier Jahre später zog sie nach Lexington um, wurde der Name zu Liberty Hall Academy geändert und die Bildungsanstalt erhielt von der Virginia General Assembly die Erlaubnis, akademische Abschlüsse zu vergeben. Als 1796 George Washington die Akademie mit einer Spende von 20.000 US-Dollar bedachte, wurde der Name zu Washington Academy geändert. 1813 zog das Institut an seinen heutigen Standort in Lexington und wurde in Washington College umbenannt. 1865 wurde Robert Edward Lee Präsident des Colleges und fusionierte es mit der 1849 gegründeten Lexington Law School. Nach seinem Tode, 1870, wurde die Hochschule abermals umbenannt, und zwar auf ihren heutigen Namen. 1906 wurde die School of Commerce und 1925 die School of Journalism gegründet, die erste ihrer Art an einem College. Ursprünglich eine Männerhochschule, wurden 1972 die ersten Frauen für ein Jurastudium und 1985 für andere Studienfächer zugelassen.

## Organisation
Die Universität gliedert sich in drei Divisionen:
- The College als Liberal Arts College für alle Studenten im ersten Jahr und für höhere Semester in den Bereichen Kunst, Sozial- und Naturwissenschaften
- Williams School of Commerce, Economics and Politics für Studenten der Wirtschafts- und Politikwissenschaften
- The School of Law welche ein Jurastudium ermöglicht

## Zahlen zu den Studenten
Im Herbst 2020 waren 2.183 Studenten eingeschrieben (2010: 2.200). Davon strebten 1.822 (83,5 %) ihren ersten Studienabschluss an, sie waren also undergraduates. Von diesen waren 51 % weiblich und 49 % männlich; 4 % bezeichneten sich als asiatisch, 3 % als schwarz/afroamerikanisch und 6 % als Hispanic/Latino. 361 (16,5 %) arbeiteten auf einen weiteren Abschluss hin, sie waren graduates.

## Bekannte Absolventen
- Matt Bevin, 1989, Gouverneur von Kentucky
- Bill Brock, 1953, Politiker
- Terry Brooks, 1969, US-amerikanischer Fantasy-Autor
- Edward Cooper, 1892, Politiker
- John J. Crittenden, 1805, Gouverneur von Kentucky und US-Justizminister
- John W. Davis, 1895, Präsidentschaftskandidat der Demokratischen Partei bei den Wahlen des Jahres 1924
- Joseph Leonard Goldstein, 1962, Genetiker, Nobelpreis für Physiologie oder Medizin 1985
- Meriwether Lewis, 1793, Planung und Ausführung der Lewis-und-Clark-Expedition
- J. Michael Luttig, ehemaliger Bundesrichter
- Victor Fray Marshall, Urologe
- Jackson Morton, 1814, Politiker
- Robert Mosbacher, 1947, Politiker der Republikanischen Partei
- Lewis F. Powell, 1931, Richter am Obersten Gerichtshof der Vereinigten Staaten
- Pat Robertson, 1950, konservativer Fernsehprediger
- Cy Twombly, 1953, Künstler, Maler des Abstrakten Expressionismus
- John Warner, 1949, 1972 bis 1974 Marineminister
- Joe Wilson, 1969, Politiker der Republikanischen Partei
- Tom Wolfe, 1951, Schriftsteller, Journalist, Kunst- und Architekturkritiker